# Roger Hafvenström
Jan Roger Hafvenström, född 8 februari 1958, är en svensk före detta fotbollsspelare.
Hafvenström spelade som junior i Gais, och debuterade i klubbens A-lag 1977, då han spelade en enda match i division II. Efter att ha tillbringat säsongerna 1978 och 1979 i reservlaget gick han 1980 till Slottsskogens IK, där han tycks ha spelat kvar åtminstone till 1981.